# 두코 전투
두코 전투(Battle of Đức Cơ)는 1966년 8월 9~10일 밤 중에 베트남의 득꼬 지역에서 베트남 인민군(PAVN) 제88연대 제5대대와 맹호부대로 불리는 대한민국 육군 수도기계화보병사단 제3대대 사이에 벌어진 전투이다. 이 전투로 인해 북베트남은 캄보디아로부터 득꺼현을 침투하려는 시도를 하게 된다. 이 전투는 상당한 대포를 사용하는 등 "미국의 화력의 승리"로 간주된다.:299-301